# Lăng
Lăng is een xã in het district Tây Giang, een van de districten in de Vietnamese provincie Quảng Nam. Lăng heeft ruim 1500 inwoners op een oppervlakte van 223 km².

## Geografie en topografie
Lăng ligt in het zuiden van Tây Giang tegen de grens met de provincie Sekong in de Democratische Volksrepubliek Laos. In het zuiden grenst Lăng aan de huyện Nam Giang. De aangrenzende xã's zijn La Êê en Zuôih. De aangrenzende xã's in Tây Giang zijn A Tiêng, Dang en  Tr'Hy.
Qua oppervlakte is Lăng de grootste xã van Tây Giang.